# Antoine-Ulrich de Saxe-Meiningen
Antoine Ulrich de Saxe-Meiningen, né le 22 octobre 1687 à Meiningen, décédé le 27 janvier 1763 à Francfort.

## Biographie
Antoine Ulrich de Saxe-Meiningen est duc de Saxe-Meiningen. Ce prince appartient à la troisième branche de la Maison de Wettin, cette lignée des Saxe-Meiningen appartient à la branche ernestine fondée par Ernest de Saxe. La branche des Saxe-Meiningen est toujours existante, elle est représentée actuellement par le duc Frédéric Conrad de Saxe-Meiningen.
Fils de Bernard Ier de Saxe-Meiningen et de Élisabeth-Éléonore de Brunswick-Wolfenbüttel.
Antoine Ulrich de Saxe-Meiningen épouse morganatiquement en janvier 1711 Philippine Élisabeth Caesar (de) (1686-1744), titrée princesse de Saxe-Meiningen en 1727, (fille de David Caesar). Les enfants nés de ce premier lit sont non dynastes en vertu d'une déclaration éditée en 1744. Dix enfants sont nés de cette union :
1. princesse Philippine Antoinette de Saxe-Meiningen (1712-1785)
2. princesse Philippine Elisabeth de Saxe-Meiningen (1713-1781)
3. princesse Philippine Louise de Saxe-Meiningen (1714-1771)
4. princesse Philippine Wilhelmine de Saxe-Meiningen (1715-1718)
5. prince Bernard de Saxe-Meiningen (1716-1778)
6. princesse Antonia de Saxe-Meiningen (1717-1768)
7. princesse Sophie de Saxe-Meiningen (1719-1723)
8. prince Charles de Saxe-Meiningen (1721-1727)
9. princesse Christine de Saxe-Meiningen (1723- ?)
10. prince Frédéric de Saxe-Meiningen (1725-1725)

Veuf, Antoine Ulrich de Saxe-Meiningen épouse le 26 septembre 1750 Charlotte-Amélie de Hesse-Philippsthal (1730-1801), fille du landgrave Charles Ier de Hesse-Philippsthal. Six enfants sont nés de cette union :
1. princesse Charlotte de Saxe-Meiningen (1751-1827), en 1769 elle épouse Ernest II de Saxe-Gotha-Altenbourg (mort en 1804)
2. princesse Louise de Saxe-Meiningen (1752-1805), en 1781 elle épouse le landgrave Adolphe de Hesse-Philippsthal-Barchfeld (mort en 1803)
3. princesse Élisabeth de Saxe-Meiningen (1753-1754)
4. Charles de Saxe-Meiningen, duc de Saxe-Meiningen (1754-1782), en 1780 il épouse Louise de Stolberg-Gedern (1764-1834), fille de Christian de Stolberg
5. prince Frédéric de Saxe-Meiningen (1756-1761)
6. prince Frédéric de Saxe-Meiningen (1757-1758)
7. Georges Ier de Saxe-Meiningen, duc de Saxe-Meiningen
8. princesse Amélie de Saxe-Meiningen (1762-1798), en 1783 elle épouse Henri de Carolath (mort en 1817)

À la mort de son père survenue en 1706, Antoine Ulrich de Saxe-Meiningen hérite conjointement avec son demi-frère Ernest-Louis Ier de Saxe-Meiningen du duché de Saxe-Meiningen. Mais peu de temps après Antoine-Ulrich de Saxe-Meiningen renonce à ses droits sur le duché et part pour les Pays-Bas. Dans ce pays il s'unit morganatiquement à Philippine Élisabeth Caesar. À la mort d'Ernest-Louis Ier de Saxe-Meiningen il devient un possible héritier du duché. Le 10 mars 1746 Antoine Ulrich de Saxe-Meiningen succède à son frère Frédéric-Guillaume de Saxe-Meiningen.